# Villanova Strisaili
Villanova Strisaili è l'unica frazione di Villagrande Strisaili da cui dista circa 7 km.

## Geografia fisica
Si trova in mezzo a un esteso altopiano a 850 m sul livello del mare fino alle pendici del Gennargentu. Vi sono estesi boschi primari di leccio e rovere nella cornice del lago Alto Flumendosa. Questo lago alimenta l'acquedotto d'Ogliastra. Dall'altopiano di Villanova la Strada statale 389 di Buddusò e del Correboi conduce al più alto valico automobilistico della Sardegna, il Correboi, verso Fonni e la Barbagia per proseguire verso Nuoro.
Nel suo territorio scorre il fiume Calaresu.